# كيم سي-وو
كيم سي-وو (هانغل: 김시우) هو لاعب كرة قدم كوري جنوبي في مركز الهجوم، ولد في 26 يونيو 1997 في كوريا الجنوبية. لعب مع نادي غوانغجو.

## وصلات خارجية
- كيم سي-وو على موقع دوري كوريا الجنوبية (الإنجليزية)
- كيم سي-وو على موقع قاعدة بيانات كرة القدم.إي يو (الإنجليزية)
- كيم سي-وو على موقع Soccerway.com (الإنجليزية)